# Hugo Valentin

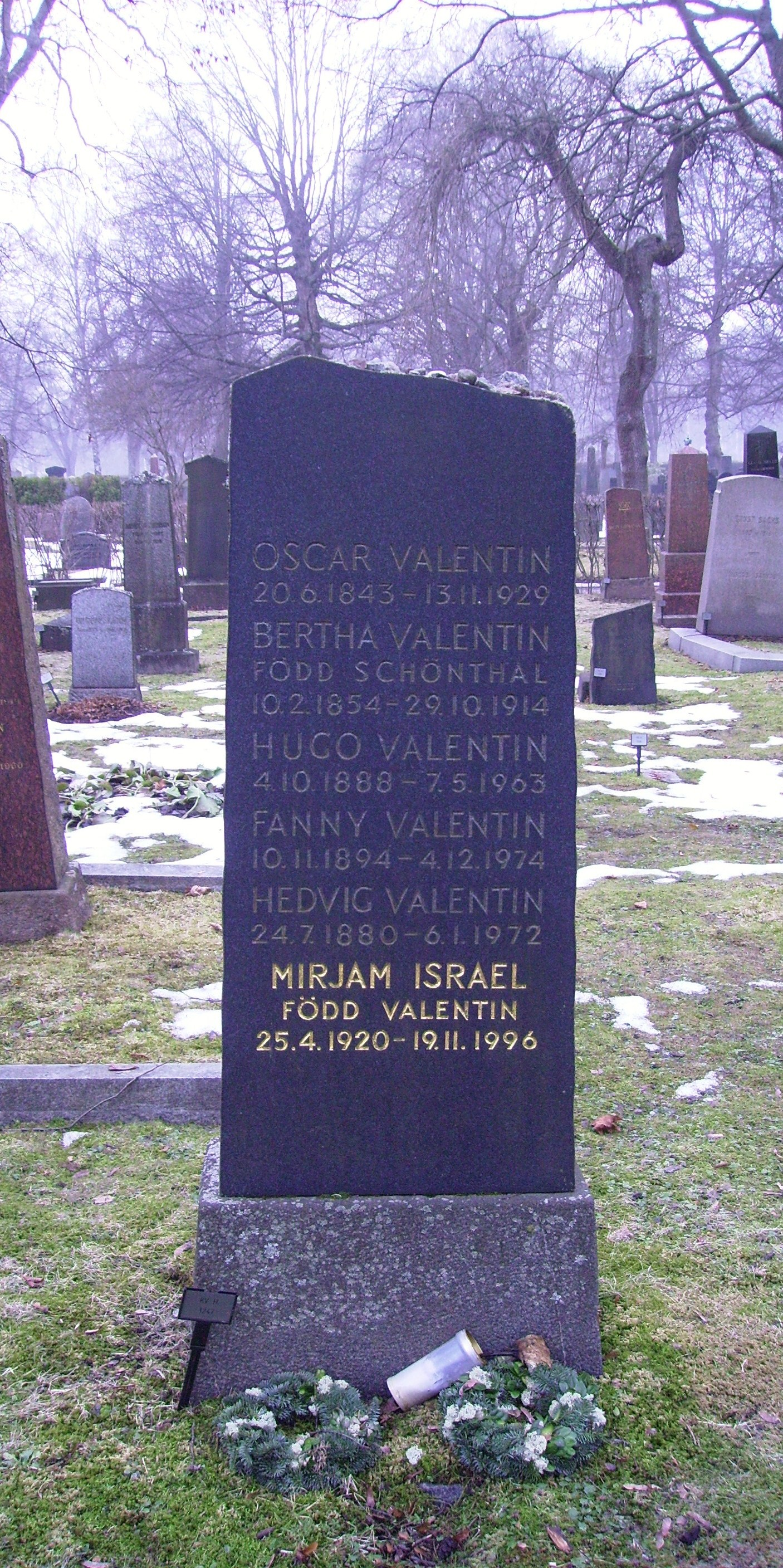
Hugo Valentins gravvård på Judiska norra begravningsplatsen i Solna kommun.

Hugo Mauritz Valentin, född 4 oktober 1888 i Vikingstads församling, Östergötlands län, död 7 maj 1963 i Uppsala, Uppsala län, var en svensk historiker och författare av populärhistoria. Han var far till barnpsykologen Mirjam Israel och morfar till bokförläggaren Dan Israel.

## Biografi
Valentin disputerade 1916 på en avhandling om frihetstidens riddarhus och blev sedan lärare i historia och svenska vid Folkskoleseminariet i Uppsala och Falu högre allmänna läroverk. År 1930 tillträdde han en tjänst som lektor i historia vid Uppsala högre allmänna läroverk, en tjänst som han sedan upprätthöll fram till pensioneringen 1955. År 1930 utnämndes han till docent i historia vid Uppsala universitet och han fick professors namn 1948.
Valentins tidiga forskning behandlade i första hand frihetstiden. Idag är han dock framför allt ihågkommen som den som skrev den svenska judenhetens historia. Judarnas historia i Sverige från 1924 har förblivit ett standardverk. Den förkortade versionen Judarna i Sverige som även behandlar situationen för judarna i Sverige under mellankrigstiden och andra världskriget gavs ut i flera utökade utgåvor, varav den senaste kom 2013. Valentin var även bland de första att skriva om de skandinaviska ländernas förhållande till nazisternas förföljelser av judar och Förintelsen. Han har också i många skrifter behandlat frågor om antisemitism och sionism.
Valentin var en engagerad anti-nazist och demokratisk förkämpe. Under andra världskriget spred Valentin tidig kunskap om Förintelsen. I oktober 1942 skrev han i Torgny Segerstedts Göteborgs Handels- och Sjöfartstidning en stort uppslagen artikel "Utrotningskriget mot judarna", där han sammanfattade tillgängliga fakta och refererade uppgiften att 700 000 judar hade mördats i Polen. Artikeln citerades i tidningar runtom i landet. Valentin rapporterade även löpande i Judisk Krönika om nazisternas massmord på judarna på olika platser i Europa. 
Valentin var starkt engagerad för Israel och var initiativtagare till det upprop som ledde till bildandet av Samfundet Sverige–Israel 1953.

### Hugo Valentin-centrum
År 2010 skapades Hugo Valentin-centrum uppkallat efter Hugo Valentin, som en sammanslagning av det tidigare självständiga Programmet för studier kring Förintelsen och folkmord samt Centrum för multietnisk forskning. Den 1 januari 2025 bytte Hugo Valentin-centrum namn till Uppsala centrum för Förintelse- och folkmordsstudier. Beslutet har kritiserats av flera debattörer som menar att namnbytet tonar ned centrumets judiska anknytning.